# Laibin
Laibin (em chinês tradicional:  來賓市; chinês simplificado: 来宾市; pinyin: Láibīn; Zhuang: Laizbin) é uma localidade situada ao parte central da Regiao Autónoma Zhuang de Quancim, na República Popular da China. Ocupa uma área total de 13.400 Km² dos quais 4.404 km² correspondem à cidade propriamente dita. As etnias presentes na cidade são Zhuang, Yao, Hui, Miao, Han e Dong. Segundo dados de 2010, Laibin possuí  2.498.236 habitantes, 68.27% das pessoas que pertencem ao grupo étnico Zhuang.